# Сигиштел (Бихор)
Сигиштел (рум. Sighiștel) насеље је у Румунији у округу Бихор у општини Кампани. Oпштина се налази на надморској висини од 345 m.

## Становништво
Према подацима из 2002. године у насељу је живело 361 становника, од којих су сви румунске националности.